# Pedro Fernández de Castro el Castellano
Pedro Fernández de Castro el Castellano (c. 1160-18 de agosto de 1214) fue hijo de Fernando Rodríguez de Castro el Castellano, señor de la casa de Castro, y de Estefanía Alfonso la Desdichada. Heredó de sus padres la posesión del Infantado de León y desempeñó el cargo de mayordomo mayor del rey Alfonso IX de León en diversos períodos.

## Orígenes familiares
Hijo de Fernando Rodríguez de Castro el Castellano, señor de la casa de Castro, y de Estefanía Alfonso, sus abuelos paternos fueron Rodrigo Fernández de Castro el Calvo y su esposa Eylo Álvarez — hija de Álvar Fáñez y Mayor Pérez — y los maternos fueron Alfonso VII de León y su amante la condesa Urraca Fernández de Castro. Fue sobrino de los reyes Fernando II de León y Sancho III de Castilla, y primo carnal de los reyes Alfonso VIII de Castilla y Alfonso IX de León.

## Biografía

### Herencia paterna y primeras actuaciones
Hijo primogénito, nació probablemente alrededor de 1160. En 1180 su madre, Estefanía Alfonso fue asesinada por su padre, quien había creído que su esposa le era infiel con otro hombre. No obstante, después del asesinato se dio cuenta de su error, y pidió perdón al rey Fernando II de León, medio hermano de la difunta.
Su padre falleció en 1185, pasando entonces a heredar Pedro Fernández de Castro los bienes paternos, entre los que destacaban el señorío de Trujillo, compuesto de numerosas fortalezas y localidades en la región de Extremadura, y el Infantado de León, que Fernando II había donado a sus padres en 1170. Tras la muerte de su padre, se declaró vasallo de su primo Alfonso VIII de Castilla y le entregó el señorío de Trujillo, que Alfonso VIII cedió a la Orden de Santiago en 1186, junto con la mitad de sus rentas, a fin de que la Orden poblase los territorios comprendidos entre los ríos Tajo y Guadiana, y un año después, en 1187, consignó en su testamento que, en caso de que falleciese sin dejar descendencia, todos sus castillos situados en la Extremadura leonesa pasarían a ser de la Orden de Santiago. En 1187 donó el castillo de Peña Falcón a la Orden de Alcántara, a favor de su tío Fernando Díaz, al tiempo que donaba a la Orden de Santiago los castillos de La Solana y de Santa Cruz de los Cáñamos, situados en la actual provincia de Ciudad Real.
Gobernó por mandato real varias tenencias importantes, incluyendo Lemos y Sarria en Galicia, otras en Extremadura y Transierra, así como Asturias y la ciudad de León. Entre los años 1185 y 1188 se mantuvo fiel al vínculo vasallático contraído con su primo Alfonso VIII, pero, en 1189, se enemistó con Alfonso VIII y abandonó el reino de Castilla, pasando a servir a su primo carnal Alfonso IX. Siguiendo los pasos de su padre, comenzó a aliarse con los almohades en diferentes momentos, a fin de perjudicar con ello a su primo, el rey de Castilla.
Su actitud en los años que restaban del siglo XII dependió de la evolución de las relaciones entre los reinos de Castilla y León, que se encontraban bajo el influjo progresivo del Papado y de las Órdenes Militares y, por ello, cuando en 1191 contrajeron matrimonio el rey Alfonso IX  y Teresa de Portugal, hija de Sancho I de Portugal, con el propósito manifiesto de aliarse ambos reinos frente a Castilla, quedaron como garantía en manos de los portugueses una serie de fortalezas, controladas por Pedro Fernández de Castro, pues se le sabía enemigo de su primo Alfonso VIII. En el año 1191 se coaligaron los reinos de Navarra, Portugal, León y Aragón, formando la llamada Liga de Huesca, cuyo propósito era combatir al reino de Castilla, al tiempo que el Papa Celestino III amenazaba con la excomunión a Alfonso IX de León, pues se le acusaba de haber cometido matrimonio incestuoso.
Se halló periódicamente en Castilla entre los años 1192 y 1193 pero, encontrándose en las cercanías de la ciudad de Sevilla, según refiere el cronista Lucas de Tuy en su obra Milagros de San Isidoro, padeció una grave enfermedad para la que los médicos no hallaban remedio, ante lo cual se hizo trasladar a la iglesia de San Isidoro, cercana a Sevilla, y a la que los cristianos sevillanos solían acudir, pues en ella, antes del traslado de sus restos a la Basílica de San Isidoro de León, había estado sepultado San Isidoro de Sevilla. Después de cumplir una promesa hecha a san Isidoro, y gracias a las oraciones de los que rogaron por él, sanó de su enfermedad, aunque se desconoce la fecha exacta en que tal hecho tuvo lugar, aunque debió de acaecer hacia el año 1193, antes de la Batalla de Alarcos.
La firma del Tratado de Tordehumos en 1194, que él intentó sabotear, frustró sus aspiraciones y por ello, Pedro Fernández de Castro decidió abandonar los reinos peninsulares cristianos y dirigirse hacia las tierras de los musulmanes, pactando con los almohades y luchando en su bando en la batalla de Alarcos, librada en 1195, en la que las tropas de Alfonso VIII de Castilla fueron derrotadas por los musulmanes. Tras la batalla de Alarcos, medió en las negociaciones emprendidas en la ciudad de Toledo entre los reyes Alfonso VIII y Alfonso IX, pues este último le exigió al soberano castellano la devolución de una serie de fortalezas, a lo que no accedió su primo Alfonso VIII. Tras la frustrada entrevista entre los dos soberanos, Pedro Fernández de Castro se dirigió a León junto a Alfonso IX, luchando ambos desde ese momento contra el reino de Castilla, al tiempo que su primo el rey de León le nombraba de nuevo Mayordomo mayor del rey, cargo que desempeñaría hasta el año 1197. 
Durante la guerra que se desarrolló a continuación entre los reinos de Castilla y León, y con el propósito de ayudar a Castilla, que se encontraba en una difícil situación tras la batalla de Alarcos, el Papa Celestino III excomulgó al rey Alfonso IX de León, a Pedro Fernández de Castro y a otra serie de nobles que habían ayudado a los sarracenos en su lucha contra Castilla, al tiempo que exoneraba a los vasallos del rey leonés de los juramentos de lealtad prestados a él.
No obstante, en 1197, gracias al matrimonio entre Alfonso IX de León y la infanta Berenguela de Castilla, cesaron los enfrentamientos entre ambos reinos, a pesar de la oposición del Papa al matrimonio, pues la infanta Berenguela aportó como dote al reino de León los castillos que su esposo, Alfonso IX, reclamaba a Castilla.

### Años finales
En 1204 volvió a desempeñar el cargo de mayordomo mayor del rey Alfonso IX de León, e ingresó como familiar en la Orden de Calatrava, junto a su esposa Jimena Gómez, y sus hijos Álvaro Pérez de Castro el Castellano y Elo Pérez de Castro. Un año después, en 1205, donó a la Orden de Salvatierra y a su maestre Martín Martínez el hospital de Santa Olalla, el lugar de Ranconada, la mitad de las viñas que poseían en Aldovea, Cortes, Santa Olalla y al sur del término de este último lugar, y las heredades que tenían Pedro Sánchez y Justa en Santa Olalla, con la condición de dedicar las rentas de dichas propiedades al sostenimiento del hospital de Santa Olalla. En 1204 su primo Alfonso VIII de Castilla le devolvió todas sus propiedades, que habían sido confiscadas en el pasado por la Corona leonesa.
Consta su presencia ocasional en el reino de Castilla entre los años 1205 y 1206, en las ciudades de Sevilla y Zaragoza en 1206, en Castilla de nuevo en 1207 y en Urgel en 1208. En 1209 estuvo en el reino de León, así como entre los años 1211 y 1213, levantando con ello sospechas en el reino de Castilla, pues consideraban los castellanos que Pedro Fernández de Castro incitaba a Alfonso IX de León a aliarse con los musulmanes para combatir a Castilla, que en 1212 se hallaba en vísperas de la Batalla de las Navas de Tolosa. Mientras castellanos, navarros y aragoneses se enfrentaban a los almohades en la Batalla de las Navas de Tolosa, los leoneses no tomaron parte en la misma, y tuvieron presente la amenaza del Papa de excomulgar a los magnates, soberanos y cristianos que se aliasen con los musulmanes y luchasen en contra de los reinos cristianos.
En 1213 Pedro Fernández de Castro donó al monasterio de Santa María de Sobrado cuanto poseía en la localidad de Mayorga y en sus inmediaciones, propiedades con las que se formaría la Granja de Terrados, situada al norte de Mayorga y junto al río Cea, adquiriendo para ello por 3000 maravedíes los derechos que allí tenía su hermano, Martín Fernández de Castro, que confirmó la venta un año después, en 1216.
Falleció exiliado en el Magreb el 18 de agosto de 1214.

## Sepultura
Su cadáver fue trasladado a la península ibérica, y posteriormente, conducido al reino de Castilla, donde sus restos mortales recibieron sepultura en el monasterio de Santa María de Valbuena donde posteriormente fueron enterrados dos de sus hijos, Álvaro, fallecido en Orgaz en el otoño de 1240, y Elo Pérez de Castro.

## Matrimonios y descendencia
Casó por primera vez con Jimena Gómez, hija del conde Gómez González de Manzanedo y de su esposa la condesa Milia Pérez de Lara. Posteriormente, contrajo un segundo matrimonio con María Sánchez de León, hija del infante Sancho Fernández de León y de su esposa Teresa Díaz de Haro y nieta de Fernando II de León. Fruto de su primer matrimonio nacieron tres hijos:
- Álvaro Pérez de Castro el Castellano (m. 1240).[23][12] Fue sepultado en el monasterio de Santa María de Valbuena.[24]
- Elo Pérez de Castro. Casó en primeras nupcias con Martín Sánchez de Portugal, hijo natural del rey Sancho I de Portugal,[25] conde de Trastámara y gobernador de León y Galicia. Divorciada de su primer esposo, volvió a casarse en 1205 con Guerau IV de Cabrera,[25] vizconde de Cabrera y de Ager, hijo de Ponce III de Cabrera y de Marquesa de Urgel.[26] Fue sepultada en el monasterio de Santa María de Valbuena.
- Estefanía Pérez de Castro, a quien su hermana, la condesa Elo, en 1221 le señaló 5000 maravedíes de renta en Aragón.[d]

También se piensa que pudo ser, en uno de sus dos matrimonios, el padre de Enderaço de Castro, quien se casaría con el caballero quiñonero segoviano Gutierre Miguel y promovería el hospital de peregrinos de Fuenfría.
| Predecesor: Fernando Rodríguez de Castro "el Castellano" | Señor de la Casa de Castro 1185 - 1214 | Sucesor: Álvaro Pérez de Castro "el Castellano" |
| Predecesor: García Rodríguez de Sanabria                 | Mayordomo mayor del rey 1191           | Sucesor: Juan Fernández de Limia                |
| Predecesor: Gómez González de Traba                      | Mayordomo mayor del rey 1194           | Sucesor: Juan Fernández de Limia                |
| Predecesor: Fernando García de Villamayor                | Mayordomo mayor del rey 1195-1197      | Sucesor: Pelayo Muñoz                           |
| Predecesor: Juan Fernández de Limia                      | Mayordomo mayor del rey 1204           | Sucesor: Lorenzo Suárez de Ribadouro            |